# Torneo Competencia 1944
Het Torneo Competencia 1944 was de zesde editie van deze Uruguayaanse voetbalcompetitie. Het werd gespeeld tussen 22 april en 9 juli 1944. Het toernooi stond enkel open voor clubs uit de Primera División. Titelverdediger was CA Peñarol, dat vorig seizoen hun derde eindwinst had behaald. Peñarol slaagde er niet in om een vierde eindzege te behalen; ze werden tweede achter Central FC.

## Teams
Aan het Torneo Competencia deden enkel ploegen mee die dat jaar speelden in de Primera División. In 1944 waren dat onderstaande ploegen, die allen uit Montevideo afkomstig waren. Hoewel Rampla Juniors FC vorig seizoen tweede was geworden, konden ze in 1944 niet meedoen omdat ze uit de Primera División waren gedegradeerd. Ze werden vervangen door CA River Plate, dat na een jaar afwezigheid weer terug was in de hoogste klasse.
| Clubs                   | Clubs                     |
| ----------------------- | ------------------------- |
| Central FC              | Club Nacional de Football |
| CA Defensor             | CA Peñarol                |
| Liverpool FC            | Racing Club de Montevideo |
| CS Miramar              | CA River Plate            |
| Montevideo Wanderers FC | IA Sud América            |

## Toernooi-opzet
Het Torneo Competencia werd gespeeld voorafgaand aan de Primera División. De tien deelnemende clubs speelden een halve competitie tegen elkaar en de ploeg die de meeste punten behaalde werd eindwinnaar. De behaalde resultaten telden ook mee voor het Torneo de Honor 1944. Het toernooi was een Copa de la Liga; een officieel toernooi, georganiseerd door de Uruguayaanse voetbalbond (AUF).

## Toernooiverloop
Tijdens de eerste speelronde op 22 en 23 april kon alleen de wedstrijd tussen Club Nacional de Football en CS Miramar gespeeld worden (Nacional won met 1–0), de andere wedstrijden werden afgelast wegens overdadige regen. De tweede speelronde werd wel in z'n geheel gespeeld. Nacional behaalde wederom een zege (4–0 tegen Liverpool FC) en Miramar verloor hun tweede wedstrijd ook (2–0 tegen Montevideo Wanderers FC). Tijdens de derde speelronde gooide de regen wederom roet in het eten; alleen de wedstrijd tussen Nacional en CA River Plate werd gespeeld en hierin leed Nacional hun eerste puntverlies (2–2).
Na drie speelrondes was Nacional dus koploper; ze hadden drie punten meer dan Montevideo Wanderers, maar ook twee wedstrijden meer gespeeld. Op 21 mei werd het restant van de eerste speelweek ingehaald. Dit resulteerde onder meer in ruime zeges voor titelhouder CA Peñarol (7–2 tegen Racing Club de Montevideo) en Central FC (5–1 tegen Liverpool). Ook Montevideo Wanderers won, waardoor ze op dat moment de enige ploeg zonder puntverlies waren.
De week daarop won ook Nacional ruim van Racing Club (6–1) en leed Wanderers hun eerste nederlaag: CA Defensor won met 1–0 en nam daarmee de tweede plek over. Dit duurde echter niet lang, want de volgende wedstrijd verloren ze al met 6–3 van Peñarol. De koppositie bleef voor Nacional, dat in een al even doelpuntrijke wedstrijd (7–2) won van IA Sud América. Op dat moment waren Central, Montevideo Wanderers en Peñarol de naaste belagers van Nacional; de hadden drie punten minder dan de Tricolores, maar wel een wedstrijd minder gespeeld.
Op de zesde speelronde namen de vier grootste kanshebbers het tegen elkaar op. Peñarol versloeg Wanderers met 1–0 en Central versloeg Nacional verrassend met dezelfde cijfers. Het was de eerste keer dat de Palermitanos in het Torneo Competencia van Nacional wonnen. Een week later verloor Nacional wederom, ditmaal met 6–2 van Defensor. Concurrenten Central en Peñarol boekten wel een zege, waardoor ze de koppositie overnamen. Beide ploegen hadden tien punten, Nacional had negen punten (maar een wedstrijd meer gespeeld) en Defensor had acht punten.
Eind juni verkleinde Nacional de kansen van Peñarol, door in de Superclásico met 2–1 te winnen van hun rivaal. Central won van Sud América en ging zo alleen op kop. In het eerste weekend van juli werd de laatste volledige speelronde gespeeld. Central, Nacional en Peñarol wonnen allemaal, maar hierdoor was Nacional alsnog uitgeschakeld voor de eindwinst; in de laatste (inhaal)ronde hoefde ze niet meer in actie te komen. Het ging dus tussen Central en Peñarol, waarbij Central alleen niet van Wanderers hoefde te verliezen. Dat lukte ook; ze versloegen de Bohemios en wonnen zo hun eerste prijs op het hoogste niveau. Peñarol won ook, waardoor ze nog boven Nacional eindigden in het klassement. Miramar en Liverpool hadden tot die laatste wedstrijd nog niet gewonnen en streden tegen elkaar om de laatste plek te ontlopen. Miramar won, waardoor Liverpool als laatste eindigde.
De overwinning voor Central was niet alleen de eerste prijs op het hoogste niveau voor de Palermitanos, het was ook nog maar de tweede keer sinds de invoering van het betaald voetbal (1932) dat een chico (kleine club, i.e. niet Nacional of Peñarol) een officieel toernooi wist te winnen (in 1937 had Montevideo Wanderers het Torneo de Honor gewonnen) en voor de eerste maal dat dit ongeslagen gebeurde. In de naam van Nicolás Falero (veertien doelpunten) leverde Central ook de topscorer van het toernooi.

### Eindstand
|     | Club                      | Sp. | W | G | V | Pnt. | DV | DT | DS  |
| --- | ------------------------- | --- | - | - | - | ---- | -- | -- | --- |
| 1.  | Central FC                | 9   | 7 | 2 | 0 | 16   | 25 | 9  | +16 |
| 2.  | CA Peñarol                | 9   | 6 | 2 | 1 | 14   | 29 | 15 | +14 |
| 3.  | Club Nacional de Football | 9   | 6 | 1 | 2 | 13   | 27 | 13 | +14 |
| 4.  | CA Defensor               | 9   | 4 | 3 | 2 | 11   | 18 | 14 | +4  |
| 5.  | CA River Plate            | 9   | 3 | 4 | 2 | 10   | 15 | 15 | 0   |
| 6.  | Montevideo Wanderers FC   | 9   | 4 | 1 | 4 | 9    | 10 | 9  | +1  |
| 7.  | IA Sud América            | 9   | 3 | 2 | 4 | 8    | 15 | 23 | –8  |
| 8.  | Racing Club de Montevideo | 9   | 1 | 3 | 5 | 5    | 9  | 22 | –13 |
| 9.  | CS Miramar                | 9   | 1 | 1 | 7 | 3    | 5  | 17 | –12 |
| 10. | Liverpool FC              | 9   | 0 | 1 | 8 | 1    | 8  | 24 | –16 |

| Winnaar Torneo Competencia 1944 |
| ------------------------------- |
| Central FC 1e titel             |

1934 ·
1936 ·
1941 ·
1942 ·
1943 ·
1944 ·
1945 ·
1946 ·
1947 ·
1948 ·
1949 ·
1950 ·
1951 ·
1952 ·
1953 ·
1955 ·
1956 ·
1957 ·
1958 ·
1959 ·
1961 ·
1962 ·
1963 ·
1964 ·
1967 ·
1985 ·
1986 ·
1987 ·
1988 ·
1989 ·
1990